# Lucea
Lucea é uma cidade jamaicana,capital da paróquia de Hanover ,localizada na costa do mar do Caribe ao noroeste da Jamaica.Sua população é de aproximadamente 5.739 habitantes (2001).